# Кетрін Фрост
Кетрін Фрост (англ. Kathryn Frost, 7 листопада, 1948 — 18 серпня 2006) — командувачка служби обміну армії та повітряних сил Америки з серпня 2002 до квітня 2005 року. На момент виходу у відставку, вона була жінкою з найвищим званням у армії Сполучених Штатів.. Вона також була дружиною колишнього депутата палати представників Сполучених Штатів від Техасу Мартіна Фроста.

## Раннє життя та освіта
Кетрін Фрост отримала ступінь бакалавра мистецтв в галузі освіти в Університеті Південної Кароліни та ступінь магістра мистецтв у галузі консультування в Університеті Вейна.

## Військова кар'єра

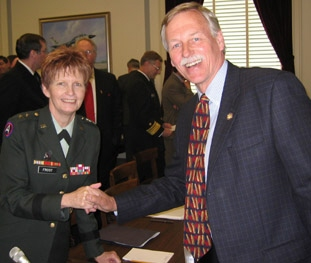
Кетрін Фрост та Вік Снайдер. 2005 рік.

Військова кар'єра Кетрін охоплювала тридцять один рік і включала чотирирічне призначення генерал-ад'ютанта армії Сполучених Штатів з одночасним призначенням командувача Агентством з інвалідності, виконавчого директора Агентства військово-поштової служби та командира Східного сектору, командування військового входу. Вона працювала у штаті тодішнього голови Об'єднаного комітету начальників штабів Коліна Пауелла під час війни у Перській затоці 1991 року і була помічницею Білого дому під час перших адміністрацій Буша-старшого і Рейгана.
Після звільнення з армії, їй запропонували посаду виконавчого директора Американської асоціації жінок з вищою освітою, від якої була змушена відмовитись за станом здоров'я. Фрост померла 18 серпня 2006 від раку грудей.

## Особисте життя
Незадовго до вступу на посаду AAFES, у Кетрін був діагностований рак грудей. Вона публічно заявила, що військова підготовка дала їй перевагу у боротьбі з раком.